# Alexander Ogando
Alexander Ogando, född 3 maj 2000, är en dominikansk friidrottare som tävlar i kortdistanslöpning.

## Karriär
Vid OS i Tokyo 2021 var Ogando en del av Dominikanska republikens stafettlag som tog silver på 4×400 meter mixstafett och satte ett nytt nationsrekord på tiden 3.10,21. I juli 2022 vid VM i Eugene var Ogando åter en del av Dominikanska republikens lag som denna gång tog guld på 4×400 meter mixstafett.